# Grammy Award de la meilleure prestation vocale pop d'un duo ou groupe
Le Grammy Award de la meilleure prestation vocale pop d'un duo ou groupe (Grammy Award for Best Pop Performance by a Duo or Group with Vocals) est une récompense décernée dans le cadre des Grammy Awards depuis 1959.

## Histoire
En 1959 et 1960, le prix est décerné sous le nom de Grammy Award de la meilleure prestation par un groupe vocal ou une chorale (Grammy Award for Best Performance by a Vocal Group or Chorus). Lors de la deuxième cérémonie des Grammy Awards en novembre 1959, seules des chorales sont nommées.
À partir de la troisième cérémonie, en 1961, les chorales sont en compétition dans leur propre catégorie et celle réservée aux groupes vocaux est renommée Grammy Award de la meilleure prestation par un groupe vocal (Grammy Award for Best Performance by a Vocal Group).
La catégorie connaît ensuite des changements mineurs de noms. De 1981 à 2011, elle est nommée meilleure prestation vocale pop d'un duo ou d'un groupe. En 2012, elle est fusionnée avec les catégories meilleure collaboration vocale pop (Best Pop Collaboration With Vocals) et meilleure prestation pop instrumentale (Best Pop Instrumental Performance) et prend le nom de meilleure prestation pop d'un duo ou d'un groupe (Best Pop Duo/Group Performance).

## Lauréats
Liste des lauréats,,

### Années 1950-1960
- 1959 (mai) : Louis Prima & Keely Smith pour That Old Black Magic
- 1959 (novembre) : non décerné à un groupe vocal mais à une chorale: Mormon Tabernacle Choir pour Battle Hymn of the Republic
- 1961 : Eydie Gormé & Steve Lawrence pour We Got Us
- 1962 : Lambert, Hendricks & Ross pour High Flying
- 1963 : Peter, Paul & Mary pour If I Had a Hammer
- 1964 : Peter, Paul & Mary pour Blowin' in the Wind
- 1965 : The Beatles pour A Hard Day's Night
- 1966 : Anita Kerr Singers pour We Dig Mancini
- 1967 : Anita Kerr Singers pour A Man And A Woman
- 1968 : The 5th Dimension pour Up, Up And Away
- 1969 : Simon & Garfunkel pour Mrs. Robinson

### Années 1970
- 1970 : The 5th Dimension pour Aquarius / Let the Sunshine In
- 1971 : The Carpenters pour (They Long to Be) Close to You
- 1972 : The Carpenters pour Carpenters
- 1973 : Roberta Flack & Donny Hathaway pour Where Is The Love
- 1974 : Gladys Knight and the Pips pour Neither One Of Us (Wants To Be The First To Say Goodbye)
- 1975 : Paul McCartney & Wings pour Band on the Run
- 1976 : The Eagles pour Lyin' Eyes
- 1977 : Chicago pour If You Leave Me Now
- 1978 : Bee Gees pour How Deep Is Your Love
- 1979 : Bee Gees pour Saturday Night Fever

### Années 1980
- 1980 : The Doobie Brothers pour Minute By Minute
- 1981 : Barbra Streisand & Barry Gibb pour Guilty
- 1982 : Manhattan Transfer pour Boy From New York City
- 1983 : Joe Cocker & Jennifer Warnes pour Up Where We Belong
- 1984 : The Police pour Every Breath You Take
- 1985 : The Pointer Sisters pour Jump (For My Love)
- 1986 : USA for Africa pour We Are the World
- 1987 : Dionne Warwick, Elton John, Gladys Knight & Stevie Wonder pour That's What Friends Are For
- 1988 : Bill Medley & Jennifer Warnes pour (I've Had) The Time of My Life
- 1989 : Manhattan Transfer pour Brasil

### Années 1990
- 1990 : Linda Ronstadt & Aaron Neville pour Don't Know Much
- 1991 : Linda Ronstadt & Aaron Neville pour All My Life
- 1992 : R.E.M. pour Losing My Religion
- 1993 : Céline Dion & Peabo Bryson pour Beauty & The Beast
- 1994 : Peabo Bryson & Regina Belle pour A Whole New World
- 1995 : All-4-One pour I Swear (en)
- 1996 : Hootie and the Blowfish pour Let Her Cry
- 1997 : The Beatles pour Free as a Bird
- 1998 : Jamiroquai pour Virtual Insanity
- 1999 : Brian Setzer Orchestra pour Jump Jive An' Wail

### Années 2000
- 2000 : Carlos Santana pour Maria Maria
- 2001 : Steely Dan pour Cousin Dupree
- 2002 : U2 pour Stuck In A Moment You Can't Get Out Of
- 2003 : No Doubt pour Hey Baby
- 2004 : No Doubt pour Underneath It All
- 2005 : Los Lonely Boys pour Heaven
- 2006 : Maroon 5 pour This Love
- 2007 : The Black Eyed Peas pour My Humps
- 2008 : Maroon 5 pour Makes Me Wonder
- 2009 : Coldplay pour Viva la Vida

### Années 2010
- 2010 : The Black Eyed Peas pour I Gotta Feeling
- 2011 : Train pour Hey, Soul Sister (Live)
- 2012 : Tony Bennett et Amy Winehouse pour Body and Soul
- 2013 : Gotye et Kimbra pour Somebody That I Used to Know
- 2014 : Daft Punk, Pharrell Williams et Nile Rodgers pour Get Lucky (chanson de Daft Punk)
- 2015 : A Great Big World et Christina Aguilera pour Say Something
- 2016 : Mark Ronson et Bruno Mars pour Uptown Funk
- 2017 : Twenty One Pilots pour Stressed Out
- 2018 : Portugal. The Man pour Feel It Still
- 2019 : Lady Gaga et Bradley Cooper pour Shallow

### Années 2020
- 2020 : Lil Nas X et Billy Ray Cyrus pour Old Town Road
- 2021 : Lady Gaga et Ariana Grande pour Rain On Me
- 2022 : Doja Cat et SZA pour Kiss Me More
- 2023 : Sam Smith et Kim Petras pour Unholy
- 2024 : SZA et Phoebe Bridgers pour Ghost in the Machine
- 2025 : Lady Gaga et Bruno Mars pour Die with a Smile